# Ulrike Theusner
Ulrike Theusner (geb. 1982 in Frankfurt (Oder)) ist eine deutsche Zeichnerin, Malerin und Grafikerin.

## Leben
Ulrike Theusner wuchs in Brandenburg auf und verbrachte ihre Schulzeit größtenteils in Weimar. Dort begann sie 2002 an der Bauhaus-Universität zunächst ein Architekturstudium, wechselte aber dann zur Freien Kunst. 2005 kam sie über das Erasmus-Programm an die École des Beaux Art „Villa Arson“ in Nizza und schloss 2008 ihr Studium mit dem Diplom an der Bauhaus-Universität ab.
2011 erhielt sie ein einjähriges Stipendium des Landes Thüringen, arbeitete eine Zeitlang nebenbei als Model für Vivienne Westwood und Alexander McQueen, bis sie von ihrer künstlerischen Tätigkeit leben konnte. Sie lebt und arbeitet in Weimar und Berlin.

## Werk
Ihre Arbeiten reichen von der Malerei in Aquarell und Öl über Tuschezeichnungen bis hin zu Radierungen. Ihre Bilder und Ausstellungen inszenieren gesellschaftliche und dystopischen Themen und setzen sich mit sozialen Ungleichheiten, Absurditäten und Momenten des Grauens auseinander.
2015 umkleidete sie die Säulen der Bayerischen Staatsoper in München. Die „eindringlichen und verstörenden Motive“ zeigten übergroße Gesichter, Fratzen, Masken und bizarre Clownerien und trugen Namen wie Rezessionsschlampen, Ende der Jugend, Love and Torture oder Broken Hearts Club. Sie stellten eine aktualisierte Visualisierung der Opernfrauengestalten der Spielzeit 2015 dar. Sie zeigten u. a. Manon Lescaut, Lulu, Mélisande und Arabella und waren auch auf Plakaten, Heften und Flaggen zu sehen.
2017 präsentierte die ACC Weimar eine Einzelausstellung Theusners unter dem an Voltaires Candide erinnernden Titel „Die beste aller möglichen Welten“. Mit 200 Arbeiten von Graphit- und Tuschezeichnungen, Pastellen, Installationen und Collagen wurden Abbilder der Gegenwart und Visionen der Zukunft gezeigt, mit denen düstere und groteske, aber ebenso auch lichte Bilder der Gegenwart und Zukunft die Zuschauer in futuristisch anmutende Landschaften versetzten und sie daran gemahnten, dass es nur diese eine Welt gibt.

„Ulrike Theusner (…) ist als Zeichnerin ein Naturtalent und zugleich eine scharfsinnige Beobachterin ihrer Umwelt. Seit Jahren belegen zahlreiche Porträts von Freunden und urbane Szenen ihre Fähigkeit zum spontanen bildnerischen Zugriff auf das von ihr Erlebte. Ihre Handschrift wirkt spielerisch leicht, impulsiv und zeugt vom souveränen Umgang mit den grafischen Mitteln.“

Ebenfalls 2017 präsentierte die Fachhochschule Kiel ihre Ausstellung „Endspiel“.
Ihre Arbeiten wurden unter anderem in Gruppenausstellungen in der Kunsthalle Darmstadt, im Musée des Beaux-Arts de Nice, im Neuen Museum Weimar und in mehreren Einzelausstellungen in New York, Berlin, Frankfurt, Toulouse, Paris und Shanghai ausgestellt.
Sie veröffentlicht zu ihren Werken im Jalara-Verlag, Weimar. 2020 brachte der Sender MDR-Fernsehen einen Beitrag „Atelierbesuch bei Ulrike Theusner“, in dem die Künstlerin in ihrem Atelier zu der Entstehung ihrer Arbeiten sprach.

## Ausstellungen

### Einzelausstellungen
- 2024: Schattenseiten, Museum August Macke Haus, Bonn
- 2021: Grelle Gegenwart, Kunsthalle Rostock
- 2018: Aufbruch, Kunsthalle „Harry Graf Kessler“ des Stadtmuseums Weimar
- 2016: Gasping Society, Angermuseum, Erfurt

### Gruppenausstellungen (Auswahl)
- 2020: Vielfalt, Jubiläumsausstellung, Jenaer Kunstverein[10]
- 2019: Aggroschaft, Kunsthalle Erfurt[11]
- 2018: Zoom!, Mannheimer Kunstverein
- 2016: Ereignis Druckgrafik 8, Tapetenwerk Leipzig
- 2012: Stippvisite, Neues Museum Weimar[12]
- 2011: Gratwanderung, Bauhaus-Museum Weimar[13]
- 2011: Kunst macht Schule, Kunsthalle Darmstadt
- 2011: Hausbetzung, Angermuseum Erfurt
- 2010: Walter-Koschatzky-Kunstpreis, Museum Moderner Kunst Stiftung Ludwig Wien (MUMOK), Albertina Wien
- 2010: Chroma, Bauhaus-Universität Weimar[14]
- 2009: Visite, Kunstverein Speyer
- 2009: Traits Noir, Musée des Beaux-Arts de Nice